# Památník ticha
Památník ticha je památník šoa v Praze.

## Název
Název památníku odkazuje na skutečnost, že z nádraží Praha Bubny bylo transportováno do koncentračních táborů asi 50 000 židovských obyvatel Prahy za mlčení českých spoluobčanů.

## Historie
Koncem roku 2012 byla založena obecně prospěšná společnost Památník ticha. V květnu 2021 se změnila na státní organizaci, založenou Ministerstvem kultury. Spolupracuje s organizacemi, které se zabývají tématem šoa: Terezínská iniciativa, Židovské muzeum v Praze, Památník Terezín, Nadační fond obětem holocaustu, Post Bellum, Uměleckoprůmyslové museum v Praze a dalšími. Hlavním partnerem Památníku ticha je Centrum současného umění DOX.
V říjnu 2021 zapůjčila Správa železnic pro tento projekt nádraží Bubny na 99 let.
Projekt navrhované podoby památníku zpracoval architektonický ateliér ARN STUDIO z Hradce Králové.

## Brána nenávratna
Dne 2. března 2015 byla před nádražím Praha-Bubny odhalena socha Aleše Veselého Brána nenávratna.

## Výstavy
- Album G.T.